# Jean Hilarion
Jean Hilarion, noto anche come Hillarion (Avesnelles, 24 maggio 1892 – Marle, 20 luglio 1926), è stato un ciclista su strada francese.
Professionista dal 1920 al 1926, vinse il Circuit de Paris nel 1920 e fu terzo nella prima edizione del Grand Prix Wolber.

## Carriera
Hilarion iniziò a correre come individuale nel 1920, imponendosi subito agli onori delle cronache grazie alla sua vittoria nel Circuit de Paris, corsa che negli anni del ciclismo eroico era ritenuta una vera e propria classica.
Continuò negli anni successivi a vincere e ottenere piazzamenti importanti nelle maggiori competizioni francesi della sua epoca, cosa che nel 1922 gli valse anche l'invito a partecipare al Grand Prix Wolber, che nasceva quell'anno e che era aperto ai vincitori delle più importanti corse in linea italiane, francesi e belghe. La corsa, che oggi è considerata l'antesignano dei campionati del mondo, fu conclusa da Hilarion al terzo posto, dietro lo svizzero Heiri Suter e il belga Félix Sellier.
Nel 1923 Hilarion continuò a gareggiare e imporsi nelle corse in linea francesi, nelle quali oltre a due vittorie fu sesto alla Parigi-Tours, settimo nei Campionati francesi e al Circuit de Paris. Ottenne anche un secondo posto nella Paris-Saint'Etienne, corsa a tappe dell'epoca dove vinse anche una tappa.
Nel 1924 vinse tre corse, fra cui la Marseille-Lyon, fu secondo nel Tour de Vanclouse e terzo nel Tour de Champagne, mentre nel 1925 vinse la Paris-Bourganeuf e fu terzo nella Parigi-Tours.
Il 1926 fu la sua ultima stagione, vinse due tappe e chiuse al terzo posto il Tour du Sud-Est. Furono i suoi ultimi risultati, prima della prematura morte avvenuta a luglio dello stesso anno a soli trentaquattro anni.

## Palmarès
- 1920

Circuit de Paris
- 1922

Paris-La Flèche
Paris-Bourganeuf
1ª trappa Critérium des Aiglons
- 1923

Paris-Arras
Circuit des villes d'eaux d'Auvergne
1ª tappa Paris-Saint-Etienne
- 1924

Marseille-Lyon
Circuit du Cantal
Paris-Angers
- 1925

Paris-Bourganeuf
- 1926

2ª tappa Tour du Sud-Est
6ª tappa Tour du Sud-Est